# 西弗賴格里希特湖

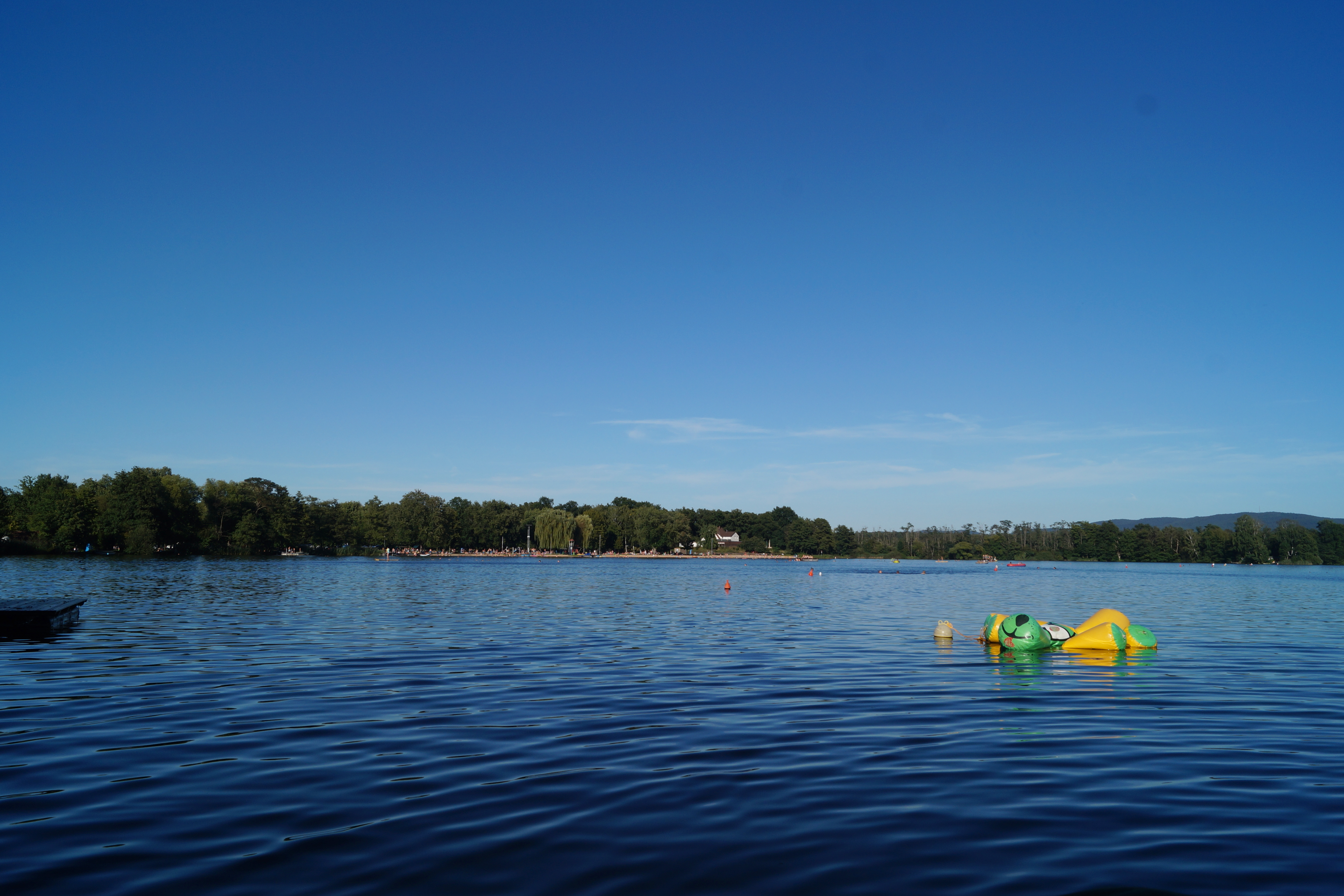

50°05′03″N 8°59′51″E / 50.08409°N 8.99751°E
西弗賴格里希特湖（德語：Freigericht-West），是德國的湖泊，位於該國東南部，由巴伐利亞州負責管轄，處於阿沙芬堡縣，長0.7公里、寬0.4公里，面積0.2平方公里，海拔高度105米。